# Dwarves
Dwarves is een Amerikaanse punkband afkomstig uit Chicago die midden jaren tachtig werd opgericht onder de naam The Suburban Nightmare. De band speelde aanvankelijk slechts hardcore punk maar veranderde zijn stijl uiteindelijk in een meer klassiek klinkende punkrockstijl met teksten die choquerend bedoeld zijn. De band is tegenwoordig gevestigd in San Francisco.

## Geschiedenis
De oorspronkelijke leden van Dwarves begonnen als tieners in de jaren 80 samen garagerock te spelen onder de naam The Suburban Nightmare. De muziek uit deze periode van de band is te horen op het verzamelalbum Lick It (The Psychedelic Years) 1983-1986 dat werd uitgegeven via Recess Records in 1999.
Dwarves raakte berucht dankzij onder andere zelfverminking, geslachtsgemeenschap tijdens optredens, harddrugs en het feit dat de optredens vaak niet langer dan een kwartier duurden, vaak omdat een omstander gewond raakte. Met de uitgave van het tweede studioalbum (getiteld Toolin' for a Warm Teabag) veranderde de stijl meer in punkrock. De band liet het album Blood Guts & Pussy via Sub Pop uitgeven in 1990. Tegen deze tijd had de band alle psychedelische elementen laten vallen en een hardcore punk-stijl aangenomen. The Blood Guts & Pussy werd opgevolgd door de ep Lucifer's Crank dat werd uitgegeven via No.6 Records, alsook door het nieuwe studioalbum Thank Heaven For Little Girls dat via Sub Pop werd uitgegeven. Beide albums kwamen uit in 1991.
In 1993 liet de band weten dat de gitarist van Dwarves (die speelt onder het pseudoniem HeWhoCannotBeNamed) was neergestoken en gedood in Philadelphia. Hoewel dit later een leugen bleek te zijn, ging de band zelfs zo ver om een nummer te ere aan de "overleden" gitarist op te nemen en op het studioalbum Sugarfix (1993) te zetten. Sub Pop ving dit nieuws niet goed op en verbrak hierop het contract met de band. De band ging uit elkaar om vervolgens in 1997 weer bij elkaar te komen om het album The Dwarves Are Young and Good Looking op te nemen en uit te laten geven, dat werd gevolgd door het studioalbum The Dwarves Come Clean uit 2000. In 2004 werd het studioalbum The Dwarves Must Die uitgegeven via het kleinere platenlabel Sympathy for the Record Industry.

## Discografie
| Studioalbums - Horror Stories (1986) - Toolin' for a Warm Teabag (1988) - Blood Guts & Pussy (1990) - Thank Heaven for Little Girls (1991) - Sugarfix (1993) - The Dwarves Are Young and Good Looking (1997) - The Dwarves Come Clean (2000) - How To Win Friends and Influence People (2001) - The Dwarves Must Die (2004) - The Dwarves Are Born Again (2011) - The Dwarves Invented Rock & Roll (2014) - Radio Free Dwarves (2015) - Take Back the Night (2018) | Verzamelalbums - Free Cocaine (1999) - Lick It (1999) - Greedy Boot 1 (2005) Livealbums - Toolin' for Lucifers Crank (1996) - Fuck You Up and Get Live (2005) - Radio Free Dwarves (2015) |